# Iosif Hriplovici
Iosif Hriplovici (n. 23 ianuarie 1937, Kiev, RSS Ucraineană, URSS – d. 25 septembrie 2024) a fost un fizician teoretician rus de origine evreiască, specializat în fizică nucleară și gravitațională, doctor în științe fizico-matematice, membru corespondent al Academiei de științe din Rusia.
A absolvit facultatea de fizică a Universității din Kiev în anul 1959. A fost membru ULCT din 1951 până în anul 1965. 
Din 1959 și până în anul 2014 a lucrat la Institutul de fizică nucleară din Novosibirsk și la Universitatea din Novosibirsk. Cercetător științific principal și, între 1998-2009, șef al catedrei de fiziсă teoretică a Universității din Novosibirsk.
Din anul 2014 a fost profesor la catedra de mecanică cuantică a Universității din Sankt-Petersburg.
A contribuit susbtanțial la dezvoltarea fizicii particulelor elementare, a teoriei cuantice a câmpurilor, a fizicii atomice și a relativității generalizate. Este cunoscut pentru primul calcul al funcției Beta din teoria câmpurilor Yang-Mills (1969), deși la acea vreme libertatea asimptotică, descrisă de aceste câmpuri, nu era încă recunoscută.
A publicat peste 200 de lucrări științifice și 4 monografii.
A fost profesor de onoare al Universității din Novosibirsk și laureat al premiului „Isaac Pomeranciuc” (2005).
Discipoli
- Victor Flambaum

## Legături externe
- Pagina oficială pe site-ul Academiei de științe din Rusia
- Lista profesorilor emeriți ai Universității din Novosibirsk Arhivat în 7 iunie 2014, la Wayback Machine.
- Informație pe pagina catedrei d emecanică cuantică a Universității din Novosibirsk